# Réal Raymond
Réal Raymond est un banquier québécois, né en 1950 à Saint-Donat. Il était président et chef de la direction de la Banque nationale du Canada de 2002 à 2007, année de sa retraite.
Il a réalisé l'essentiel de sa carrière dans cette banque.

## Parcours académique
Réal Raymond possède un certificat en administration de l'Université Laval (1984), ainsi qu'un MBA obtenu à l'UQAM en 1986.
Le 17 mai 2007, l'UQAM lui a discerné un doctorat Honoris causa.
En 2002, la faculté d'administration de l'Université Laval lui décerne le prix Hermès carrière de l'année.

## Parcours professionnel
C'est l'âge de 20 ans, en 1970, que Réal Raymond trouve un travail au sein de la Banque Nationale du Canada, comme simple caissier, pour pourvoir payer ses études à temps partiel à l'Université Laval. Il devient 7 ans plus tard, l'un des plus jeunes directeurs de succursale de la banque.
En 1987, il devient directeur principal des Services aux grandes entreprises pour tout l'Est du Canada, puis premier vice-président, Financement Immobilier et Grandes Entreprises, pour tout le Canada.
En 1992, il change son orientation professionnelle, et se dirige vers le secteur des marchés financiers, toujours au sein de la Banque Nationale. En 1999, il gravit encore quelques échelons et devient président de la Banque des particuliers et des entreprises, un poste qu'il occupera jusqu'en 2001, date à laquelle il est promu président et chef de l'exploitation.
En 2002, il devient président et chef de la direction de la banque, et ce jusqu'en 2007, date à laquelle il prend sa retraite.
Il a été très impliqué au seine d'institutions montréalaises. Il a siégé également aux conseils d’administration de la Fondation de l’hôpital St. Mary, de l’Orchestre symphonique de Montréal et de la Fondation de l’UQAM. De plus, il a été président de la Fondation du Musée des beaux-arts de Montréal.

## Autres
Tout au long de sa carrière, M.Raymond a souvent été récompensé pour sa disponibilité auprès de son personnel, en plus de ses qualités de gestionnaire.
En 2000 il a obtenu le titre MBA de l'année par l'Association des MBA du Québec.
En 2002, il reçoit le prix Hermès de l'Université Laval.
En 2003, il est nommé Personnalité financière de l'année par le magazine spécialisé Finance et investissement.
En 2005, il obtient remporte les honneurs du sondage Votre PDG de l'année, publié par le quotidien La Presse. Cette même année, il fait aussi partie de la liste CEO of the Year du Financial Post Magazine.
En 2006, le journal La Presse le nomme Personnalité de la semaine.
Réal Raymond s'est beaucoup investi pour l'UQAM, et a ainsi présidé la campagne majeure de développement 2002-2007 de l'université, il siège aussi au conseil d'administration de la Fondation UQAM.
Le 9 novembre 2008, il a été nommé Chancelier de l'université.